# Apeba barauna
Apeba barauna là một loài bọ cánh cứng trong họ Cerambycidae.